# Gunbower Island
Gunbower Island är en ö i Australien. Den ligger i delstaten Victoria, omkring 240 kilometer norr om delstatshuvudstaden Melbourne.
I omgivningarna runt Gunbower Island växer huvudsakligen savannskog. Runt Gunbower Island är det mycket glesbefolkat, med 3 invånare per kvadratkilometer. Genomsnittlig årsnederbörd är 471 millimeter. Den regnigaste månaden är juni, med i genomsnitt 62 mm nederbörd, och den torraste är november, med 15 mm nederbörd.